# 麥卡爾·湯普森
麥卡爾·湯普森（英語：Mychal Thompson，1955年1月30日—），美国NBA篮球运动员，出生于巴哈马拿骚。他是達拉斯獨行俠球星克雷·湯普森的父亲。

## 生平
1955年1月30日出生于巴哈马拿骚，高中就读于美国佛罗里达州迈阿密Jackson，大学任明尼苏达大学 Minnesota Golden Gophers men's basketball (1974–1978)篮球队主力。
1978年NBA选秀中被波特兰开拓者队以状元秀的身份选中，曾先后效力于NBA 波特兰开拓者、 圣安东尼奥马刺队、 洛杉矶湖人队、 意大利Juvecaserta Basket等球队，并于1987年和1988年在洛杉矶湖人队获得两次NBA总冠军。

## 家庭
儿子：
- 迈切尔·汤普森，NBA發展聯盟聖克魯斯勇士球員
- 克雷·湯普森，達拉斯獨行俠队球员
- 崔斯·湯普森，美國職棒大聯盟選手